# Polystictus pectoralis
A Polystictus pectoralis a madarak (Aves) osztályának verébalakúak (Passeriformes) rendjébe és a királygébicsfélék (Tyrannidae) családjába tartozó faj.

## Rendszerezése
A fajt Louis Pierre Vieillot francia ornitológus írta le 1817-ben, a Sylvia nembe Sylvia pectoralis néven.

## Alfajai
- Polystictus pectoralis bogotensis (Chapman, 1915)
- Polystictus pectoralis brevipennis (Berlepsch & Hartert, 1902)
- Polystictus pectoralis pectoralis (Vieillot, 1817)[2]

## Előfordulása
Dél-Amerikában, Argentína, Bolívia, Brazília, Francia Guyana, Guyana, Kolumbia, Paraguay, Suriname, Uruguay és Venezuela területén honos. Természetes élőhelyei a szubtrópusi és trópusi gyepek és szavannák. Vonuló faj.

## Megjelenése
Testhossza 10 centiméter, testtömege 6-8 gramm.

## Természetvédelmi helyzete
Az elterjedési területe rendkívül nagy, viszont gyorsan csökken, egyedszáma is valószínűleg csökken. A Természetvédelmi Világszövetség Vörös listáján mérsékelten fenyegetett fajként szerepel.